# Eurytoma maculipes
Eurytoma maculipes är en stekelart som beskrevs av Victor Ivanovitsch Motschulsky 1863. Eurytoma maculipes ingår i släktet Eurytoma och familjen kragglanssteklar. Inga underarter finns listade i Catalogue of Life.